# Aleksandrs Fertovs
Aleksandrs Fertovs (ur. 16 czerwca 1987 w Rydze) – łotewski piłkarz grający na pozycji pomocnika, reprezentant Łotwy.

## Kariera piłkarska

### Kariera klubowa
Wychowanek JFC Skonto. W 2007 rozpoczął karierę piłkarską w JFK Olimps. W następnym roku powrócił do Skonto FC, ale po jednym meczu został wypożyczony do JFK Olimps. Od wiosny 2009 roku ponownie grał w barwach Skonto FC. 26 stycznia 2014 podpisał 2,5-letni kontrakt z FK Sewastopol. Po rozformowaniu klubu w maju 2014 opuścił Krym. 24 stycznia 2015 roku podpisał półroczny kontrakt z polskim klubem Korona Kielce.

### Kariera reprezentacyjna
Występował w młodzieżowej reprezentacji Łotwy. W kadrze narodowej zadebiutował w 2009 roku.

## Sukcesy

### Sukcesy klubowe
- mistrz Łotwy: 2010
- wicemistrz Łotwy: 2012, 2013
- brązowy medalista Mistrzostw Łotwy: 2009
- zdobywca Pucharu Łotwy: 2011
- zdobywca Baltic League: 2011

### Sukcesy indywidualne
- 3-krotnie wybrany do najlepszej jedenastki Mistrzostw Łotwy: 2011, 2012, 2013